# Trans-Canada-Air-Lines-Flug 304
Am 9. Juli 1956 musste eine Vickers Viscount auf dem Trans-Canada-Air-Lines-Flug 304 von Chicago über Toronto, Ottawa nach Montreal notlanden, nachdem ein losgelöstes Propellerblatt einen Passagier unter den 35 Insassen tötete.

## Flugzeug und Besatzung
Das Flugzeug war eine Vickers Viscount (Luftfahrzeugkennzeichen CF-TGR, Werknummer:55), ausgestattet mit 4 Turboproptriebwerken des Typs Rolls-Royce Dart RDa3 Mark 506. Nach dem Erstflug am 12. Juni 1955 am Hurn Airport bei  Bournemouth wurde sie 9 Tage später von Bournemouth zum Flughafen Glasgow-Prestwick überführt. Am 22. Juni 1955 wurde sie von Prestwick zum Flughafen Dorval bei Montreal, Kanada überführt mit Zwischenstopps am Flughafen Keflavík auf Island, dem Flughafen Narsarsuaq auf Grönland und dem Goose Bay Airport im nordöstlichen Kanada. Bei der Wartung am 23. Juni 1955 wurde die Sitzzahl von ursprünglich 48 auf 40 reduziert, um den Passagieren eine größere Beinfreiheit zu ermöglichen. Bis zum Unfalltag hatte sie 2586 Flugstunden absolviert und war an diesem bereits einmal von Montreal nach Chicago auf Flug 303 geflogen. Eine kleine Funkstörung wurde beim Zwischenstopp in Toronto behoben.
Die Besatzung bestand aus den beiden Kapitänen R. D. Smuck, auf diesem Flug Pilot in Command und A. C. Adamson, auf diesem Flug als Prüfkapitän auf dem Sitz des Ersten Offiziers, sowie den Flugbegleiterinnen Rita Ann Tobin und Sheila Martha Thomson.

## Verlauf
Nach dem Start um 13:04 Uhr in Chicago stieg das Flugzeug auf eine Reiseflughöhe von 19.000 ft (ca. 5800 m). Den Angaben der Piloten zufolge verlief alles ordnungsgemäß bis 13:45 Uhr, als in der Nähe des Ortes Flat Rock, Michigan die Drehzahl der Turbine von Triebwerk Nr. 4 kurzfristig um 200–300 unter die gewöhnlichen 13.600 sank. Die Drehzahl normalisierte sich wieder für 5 Minuten, bis sie auf 13.900–14.000 stieg. Versuche, den Propeller auf manuelle und automatische Weise in Segelstellung zu bringen, scheiterten und der Propeller drehte, seitdem gut hörbar, noch schneller, während die Fluggeschwindigkeit sank. Um dem entgegenzuwirken erhöhten die Piloten den Schub auf den anderen drei Triebwerken. Durch die gestiegene Fluggeschwindigkeit erhöhte sich auch die Drehgeschwindigkeit des Propellers von Triebwerk Nr. 4. Die Piloten erklärten Luftnotlage und erhielten vom Area Control Centre in Detroit die Freigabe zum Notsinkflug, für den sie den Schub auf Triebwerk Nr. 1, 2 und 3 reduzierten. Der Sinkflug wurde mit der maximal erlaubten Geschwindigkeit geflogen und der Kabinendruck wurde abgelassen.
Um 13:53 Uhr brach auf 9.000 ft (2750 m) der Propeller von Triebwerk Nr. 4 ab, und dessen 4 Blätter lösten sich von der Propellernabe. Blatt Nr. 2 durchstieß den Ölkühler von Triebwerk Nr. 3 und schließlich die vordere Passagierkabine. Die Spitze verblieb in der Kabine. Auf 3.000 ft (915 m) wurde der Sinkflug beendet und der Schub auf den restlichen Triebwerken erhöht. Die Umdrehungszahl von Triebwerk Nr. 3 überschritt 11.500 nicht und die Feuerwarnung wurde ausgelöst. Obwohl kein Feuer sichtbar war, lösten die Piloten die Triebwerkslöschanlage aus und brachten den Propeller in Segelstellung. Um 14:02 Uhr erfolgte die Notlandung in Windsor, Ontario in Kanada. Erst am Boden erfuhren die Piloten vom Propellerblatt in der Kabine.

## Untersuchung
Bei der Untersuchungen in Windsor zeigten sich an Triebwerk Nr. 4 Anzeichen von Ölmangel. Das Kegelradgetriebe, das die Treibstoff- und die Ölpumpe sowie die Propeller Control Unit (PCU) antrieb, hatte wegen eines Ermüdungsrisses, der an einem der Zähne begann, versagt. Aufgrund dessen fiel das Triebwerk aus und der Propeller wurde vom Fahrtwind angetrieben. Dieser Vorgang wird auch als Windmilling bezeichnet. Als der Propeller erstmals zu schnell drehte, hätte er noch in Segelstellung gebracht werden können.
Ab diesem Zeitpunkt wurden die Zähne des Hochgeschwindigkeitsritzels des Propellergetriebes abgetragen, sodass der Propeller vom restlichen Triebwerk entkoppelt drehte. Da die Zähne dabei auch in Richtung des vor ihnen liegenden Propelleröl-Verteilungsgehäuses verschoben wurden, drückte einer von ihnen eine Rille in das Gehäuse, sodass der Ölfluss zur Propellerverstellung beeinträchtigt wurde. Dadurch stand für die Propellerverstellung nicht mehr genügend Öldruck zur Verfügung, um den Propeller in die Segelstellung zu bringen.
Obwohl ein Entkoppeln eines Propellers nicht in den Handbüchern der Viscount behandelt wurde, hätte allein das Geräusch des zu schnell drehenden Propellers die Piloten dazu bewegen müssen, den Sinkflug mit reduzierter Geschwindigkeit durchzuführen. Stattdessen brachen der Propeller und seine Blätter aufgrund von Überlastung ab. Es konnte nicht geklärt werden, ob die anfängliche Untergeschwindigkeit des Propellers mit den nachfolgenden Ereignissen überhaupt etwas zu tun hatte.

## Weiteres
Nach dem Unfall wurde die Vickers Viscount repariert und wieder in Dienst gestellt, bis sie am 9. Januar 1963 nach 17.436 Flugstunden and 14.488 Landungen zunächst aus dem Dienst gezogen wurde und am Flughafen Winnipeg geparkt wurde. Am 4. Januar 1965 wurde sie an die William C Wold & Associates mit dem Kennzeichen N911H und im Juni 1965 wiederum an Air Inter verkauft. Unter dem Kennzeichen F-BNAX flog sie bis zum Januar 1975, bevor sie nach 31.817 Flugstunden und 27.066 Landungen am Flughafen Orly geparkt und im Juni 1975 verschrottet wurde.